# HD 200577
HD 200577，又名BD+38 4325，SAO 70832、HR 8063，是一颗恒星，视星等为6.07，位于銀經81.75，銀緯-5.32，其B1900.0坐标为赤經20h 59m 11.9s，赤緯+38° -5.32′ 43″。